# Années 570 av. J.-C.
Les années 570 av. J.-C. couvrent les années de 579 av. J.-C. à 570 av. J.-C.

## Événements

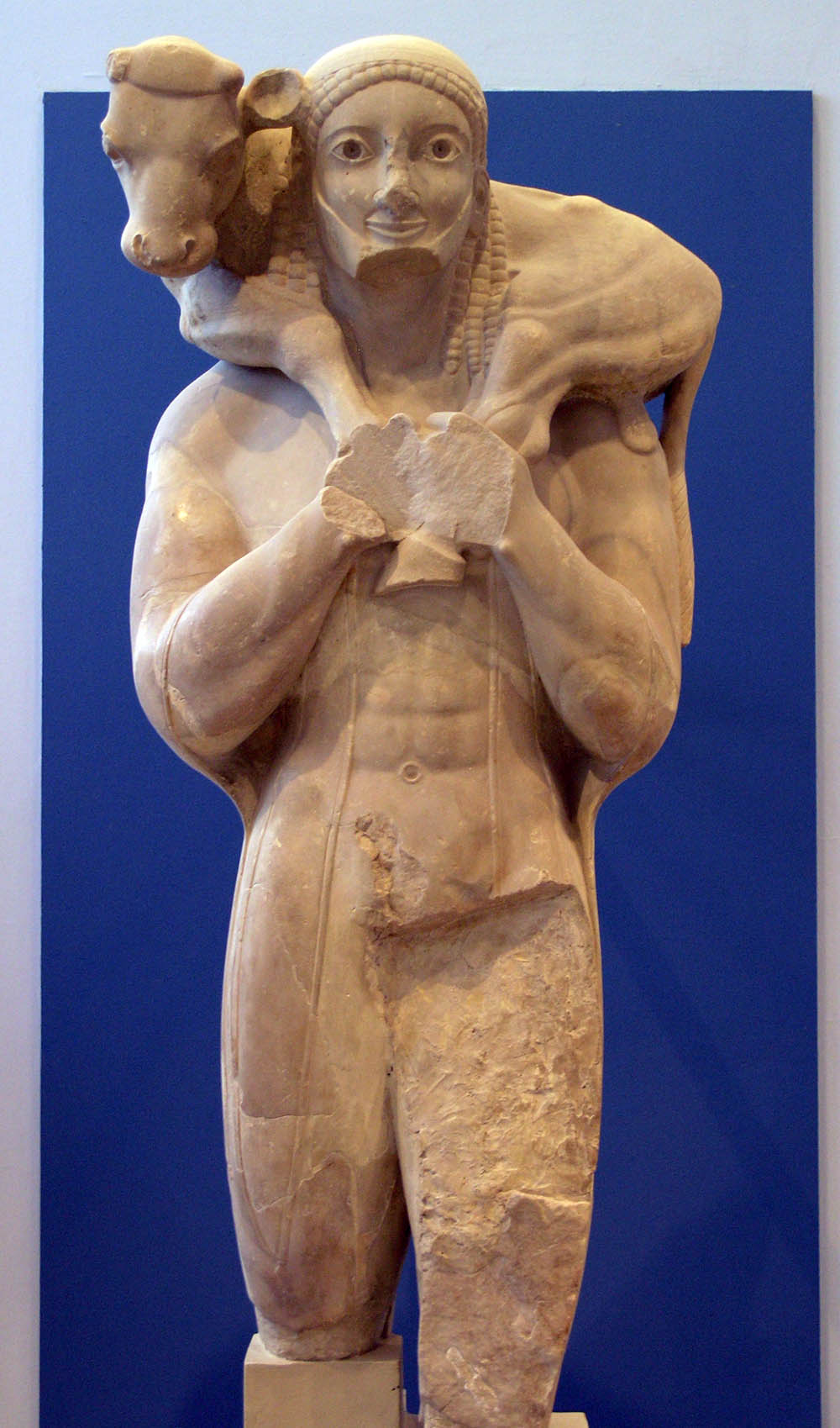
Le « Moschophoros », Musée de l'Acropole d'Athènes, vers 570 av. J.-C.

- Vers 580-576 av. J.-C. : échec d’une expédition de Cnidiens et de Rhodiens menée par Pentathlos, qui tentait de s’installer à Lilybée, près de Motyè, en Sicile. L'expansion grecque vers l'ouest de l'île est globalement contenue. Les colons grecs de Cnide s’installent finalement dans l’île Lipari (Îles Éoliennes)[1].

- 580-578 av. J.-C. : Athènes connait une période d’anarchie, en l’absence d’archonte éponyme. Dix archontes sont désignés pour 580/579 av. J.-C. : cinq parmi les Eupatrides, trois parmi les agroikoi, deux parmi les  demiourgoi[2]. Les trois factions politiques de la plaine (Pédiens, partisans de l’oligarchie, dirigés par Lycurgue), la côte (Paraliens, modérés conduits par Mégaclès) et les collines (Diacriens, démocrates partisans de Pisistrate) se disputent le pouvoir[3].
- 579/578 av. J.-C. : assassinat de Tarquin l'Ancien par des proches de son prédécesseur Ancus Marcius[4],[5].

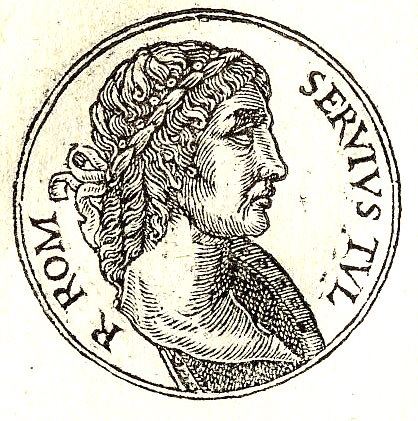
Servius Tullius, portrait imaginé par Guillaume Rouillé, 1553. Servius Tullius est un souverain autoritaire, qui brise les cadres gentilices de l’ancienne Rome et les remplace par une communauté de citoyens, le populus. Il crée un seul corps de citoyens, dont tous les membres ont des droits égaux : jus connubii (droit de contracter mariage sans restrictions), jus civilis, jus commercii, jus suffragii (droit de vote). Des étrangers de conditions libres, domiciliés sur le territoire romain, sont ainsi intégrés à l’Urbs à des fins militaires. Ils forment la plèbe, qui par son nombre et sa richesse croissant, liés au développement de la ville, représente une force appréciable. Seize circonscriptions territoriales, les tribus, permettant de recenser les habitants pour l’armée, sont créées. La tradition place à cette époque la classification des citoyens en plusieurs centuries d’après leur fortune (193 ou 195) (cens). Deux nouvelles assemblées populaires, celle des comices tributes et celle des comices centuriates se superposent aux comices curiates. Le pouvoir autoritaire des rois étrusques fait d’une Rome rurale, à cadre gentilices (curie), une cité dont l’organisation à des fins militaires met en place, par ses incidences économiques et politiques, les cadres de la République romaine. La tradition attribue à Servius Tullius la création de l’impôt sur le capital, ou tributum. Il ne recevra cependant son organisation complète qu’au cours des premiers siècles de la République.

- 578-534 av. J.-C. : règne de Servius Tullius (Mastarna), roi étrusque de Rome[9]. Il fait heureusement la guerre contre Véies et aurait modifié la Constitution (« réforme servienne », attribuée à Servius Tullius[7], et attestée à la fin du IVe ou au du début du IIIe siècle av. J.-C.). Il fait construire une enceinte pour protéger Rome, divisée désormais en quartiers (muraille Servienne)[6]. Les vestiges archéologiques apparaissent plus tardifs (IVe siècle av. J.-C.). Le Capitole devient à la fois la citadelle et le centre religieux de la cité. Selon la tradition, Servius Tullius organise la fédération latine, dont le temple fédéral de Diane, nouvellement construit sur l’Aventin, devient le centre politique et religieux[10]. Le nom de Rumon, nom étrusque du Tibre, apparaît et aurait donné Rome (ville du fleuve)[11].

- 576-547 av. J.-C. : dates traditionnelles du règne d’Alcetas Ier de Macédoine (Argéades)[12].
- Vers 576 av. J.-C. : le contrôle du sanctuaire d’Olympie passe de Pisa à Élis, protégée par Sparte[13].

- Vers 575 av. J.-C. :
  - occupation de la ville de Béziers par les Grecs, selon l’archéologie.  Elle est active de 600/575 à 300 av. J.-C. avant d’être abandonnée pendant environ un siècle et réoccupée par les Gaulois Longostalètes vers 200 av. J.-C. sous le nom de Betarra[14].
  - la colonie grecque de Cyrène est renforcée par l’arrivée de colons doriens venus du Péloponnèse, de Crète et du Dodécanèse[15].

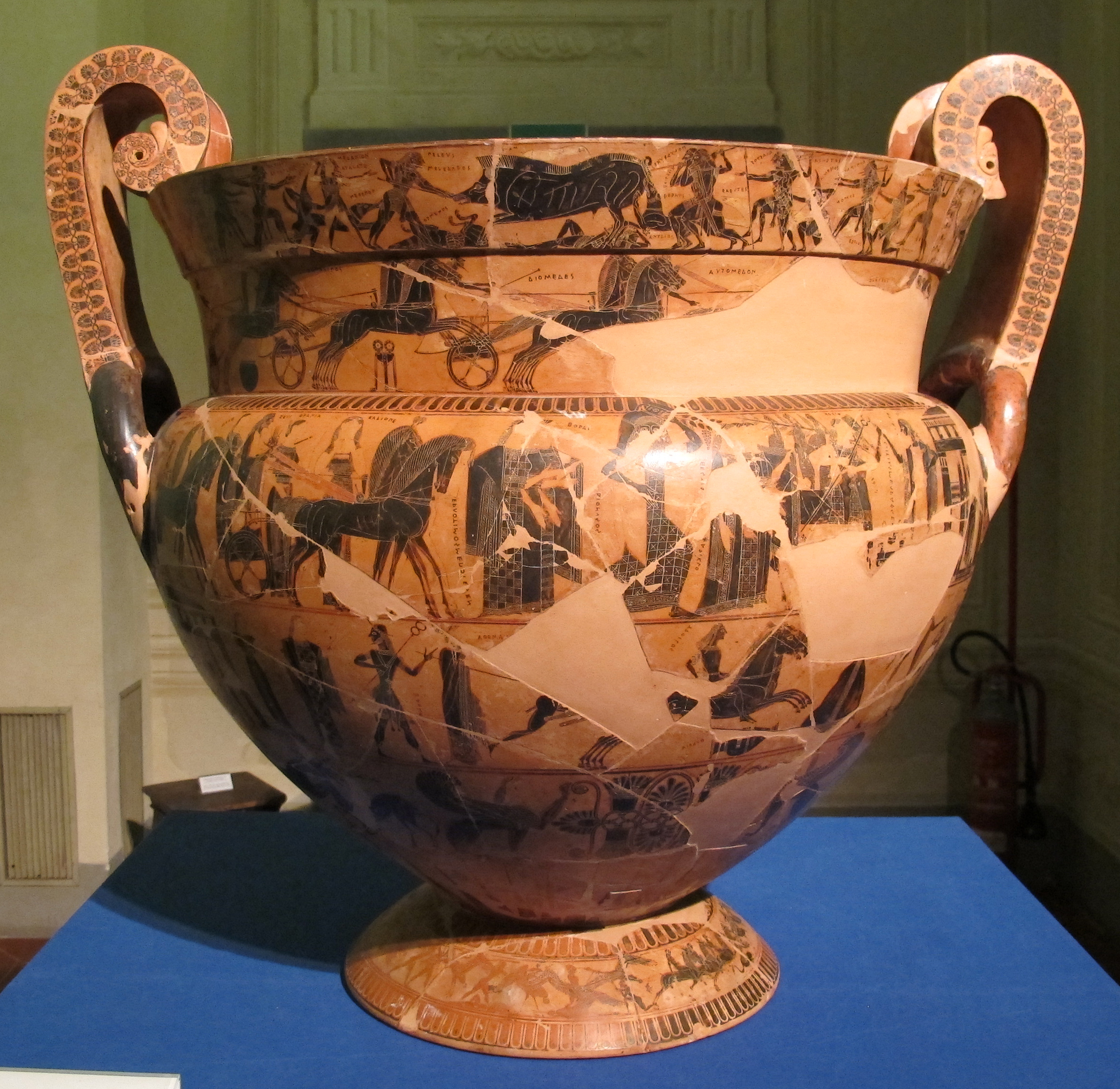
Vase François, musée archéologique de Florence

- Vers 575-550 av. J.-C. : règne de Léon (v. 590-560 av. J.-C.) et Agasiclès (575-550 av. J.-C.), rois de Sparte[16]. Ils  mènent une guerre désastreuse contre Tégée.

- Vers 575-550 av. J.-C. : seconde période de la céramique attique à figures noires. Accroissement de la production et de l’exportation (Égypte , Cyrénaïque, Grande-Grèce, Étrurie) de vases en Attique (vase François, chef-d’œuvre du potier Ergotimos et du peintre Kritios)[17].

- 573 av. J.-C. : 
  - Nabuchodonosor II s’empare de Tyr après un siège de 13 ans, ce qui met la flotte tyrienne à sa disposition dans ses opérations contre l’Égypte[11]. La Syrie-Palestine est pacifiée. Sidon prend le relais du prestige phénicien.
  - début des concours Néméens en Grèce. Ils ont lieu tous les deux ans[11].
- Vers 572 av. J.-C. : pour marier sa fille Agaristé, le tyran Clisthène de Sicyone, cité proche de Corinthe, organise un concours remporté par Mégaclès[18].

- 571-545 av. J.-C. : règne de Zhou Lingwang, onzième roi des Zhou Orientaux en Chine[19].